# Vadim Borisovskij
Vadim Vasilʹevič Borisovskij (in russo Вадим Васильевич Борисовский?; Mosca, 19 gennaio 1900 – Mosca, 2 agosto 1972) è stato un violista sovietico.
Padre della scuola di viola russa, Borisovskij fu anche un violista d'amore e curò la trascrizione di oltre 250 composizioni per viola e viola d'amore.

## Biografia
Nato a Mosca, Borisovskij è entrato al Conservatorio di Mosca nel 1917, studiando violino con Michail Press. Un anno dopo, su consiglio del violista Vladimir Bakaleinikov, Borisovskij è passato allo studio della viola sotto la guida di quest'ultimo, diplomandosi con il massimo dei voti nel 1922 e succedendo al suo insegnante nella cattedra di viola al conservatorio nel 1927. Il suo contributo nell'innalzare gli standard musicali alla viola in Russia fu incommensurabile, e viene considerato il padre della scuola di viola russa.
Tra il 1922 e il 1923 Borisovskij formò con alcuni colleghi del conservatorio il Quartetto Beethoven, del quale fu la viola fino al 1964 e con il quale effettuò numerose incisioni. Nel 1927 fece la conoscenza di Paul Hindemith, con il quale divenne grande amico e ne diffuse il lavoro in Russia e insieme al quale progettò una associazione internazionale per lo studio della viola, che tuttavia non prese vita, e di Wilhelm Altmann, insieme al quale eseguì un vasto lavoro di ricerca storica che portò alla compilazione della Literaturverzeichnis für Bratsche und Viola d'Amore, il primo catalogo delle composizioni per viola.
Borisovskij prediligeva le viole di grandi dimensioni e suonava una Gasparo da Salò da 46 cm, della quale fece realizzare diverse copie per i suoi allievi da Timofej Filippovich Podgornij, uno dei massimi liutai sovietici. Podgornij aveva anche costruito la sua viola d'amore, con la quale suonava spesso, dando un significativo contributo al revival dello strumento in Russia.
Effettuò diverse incisioni da solista, oltre a quelle con il quartetto, e fu dedicatario di diverse composizioni, tra le quali il quartetto per archi n. 13 di Šostakovič. Ebbe oltre duecento allievi, tra i quali Rudolf Barshai e Fyodor Druzinin.